# Christian Meyer (cyclisme)
Pour les articles homonymes, voir Christian Meyer et Meyer.
Christian Meyer (né le 12 décembre 1969 à Fribourg-en-Brisgau) est un coureur cycliste allemand. Il a été champion olympique du contre-la-montre par équipes aux Jeux de 1992 à Barcelone, avec Michael Rich, Bernd Dittert et Uwe Peschel. Une chute lors du Tour d'Italie amateur en 1994 l'a rendu paraplégique.

## Palmarès
- 1991
  - 2e de la Ronde de l'Isard d'Ariège
- 1992
  -  Champion olympique du contre-la-montre par équipes (avec Michael Rich, Bernd Dittert, Uwe Peschel)
- 1993
  -  Médaillé d'argent du championnat du monde du contre-la-montre par équipes
  - 3e du championnat d'Allemagne sur route amateurs
- 1994
  - 5e étape de la Course de la Paix